# Roussac
Roussac is een plaats en voormalige gemeente in het Franse departement Haute-Vienne in de regio Nouvelle-Aquitaine en telt 408 inwoners (1999). De plaats maakt deel uit van het arrondissement Bellac.

## Geschiedenis
Roussac is op 1 januari 2019 gefuseerd met de gemeenten Saint-Pardoux en Saint-Symphorien-sur-Couze tot de gemeente Saint-Pardoux-le-Lac. 

## Geografie
De oppervlakte van Roussac bedraagt 24,6 km², de bevolkingsdichtheid is 16,6 inwoners per km².
De onderstaande kaart toont de ligging van Roussac met de belangrijkste infrastructuur en aangrenzende gemeenten.

## Demografie
Onderstaande figuur toont het verloop van het inwonertal (bron: INSEE-tellingen).